# World Hockey Association
La World Hockey Association (fr.: Association mondiale de hockey) fu una lega professionistica di hockey su ghiaccio che operò in Nordamerica nel periodo fra il 1972 ed il 1979. Si trattò della prima diretta concorrente della National Hockey League (NHL) dallo scioglimento della Western Hockey League avvenuto nel 1926. Sebbene la WHA non fosse stata la prima lega a cercare di intaccare l'egemonia della NHL, essa fu comunque quella che ottenne il maggiore successo.
L'obiettivo della WHA era quello di sfruttare la mancanza di franchigie in molte grandi città statunitensi e canadesi, oltre a cercare di attrarre i migliori giocatori con ingaggi più alti di quelli stipulati dai proprietari delle squadre della NHL. La WHA eliminò con successo la "reserve clause", clausola che legava i giocatori alla loro squadra di NHL anche in assenza di un contratto valido, permettendo così una maggiore mobilità dei giocatori fra una lega e l'altra. Solo nella prima stagione furono 67 i giocatori che passarono dai roster della NHL a quelli della WHA, guidati dall'attaccante Bobby Hull, il cui contratto decennale dal valore 2,75 milioni di dollari segnò un nuovo primato per la disciplina. Altra differenza sostanziale rispetto alla NHL fu quella di una maggiore apertura della WHA agli hockeisti europei.
Fin dalla nascita la WHA ebbe rapporti conflittuali con la NHL riguardo al controllo dei giocatori e dei mercati delle franchigie, sfociati spesso in cause legali. Nonostante ciò si ipotizzò fin dall'inizio l'idea di una fusione fra le due leghe, soprattutto a causa della forte instabilità finanziaria delle squadre della WHA, coinvolte in numerosi trasferimenti e scioglimenti a stagione in corso. I proprietari delle franchigie NHL nel 1977 approvarono un piano per accorpare sei delle squadre della WHA, gli Edmonton Oilers, i New England Whalers, i Quebec Nordiques, i Cincinnati Stingers, gli Houston Aeros e i Winnipeg Jets. Nel 1979 fu approvata ufficialmente la fusione fra le due leghe, e quattro di quelle franchigie a partire dalla stagione 1979-80 militarono nella NHL: Edmonton Oilers, New England Whalers, Quebec Nordiques e Winnipeg Jets. L'ultima partita giocata prima dello scioglimento della WHA fu disputata il 20 maggio 1979 con la conquista del terzo Avco World Trophy da parte dei Jets contro gli Oilers.

## Storia
La lega fu fondata dai promoters statunitensi Dennis Murphy e Gary Davidson, rispettivamente il fondatore e il primo presidente dell'American Basketball Association. Murphy e Davidson portarono presto nell'operazione l'investitore Bill Hunter.  Hunter era considerato uno degli uomini più potenti dell'hockey non associato alla NHL, e con il suo aiuto la WHA pose solide basi a Calgary, Edmonton, Saskatoon e Winnipeg, dando potenzialmente alla lega quattro squadre del Western Canada.
Come detto sopra ebbe successo perché non riconosceva una clausola, presente nei contratti della NHL, che impediva ai giocatori con contratto scaduto di lasciare liberamente i team. La NHL non fece nulla contro questa attitudine della WHA perché riteneva sarebbe fallita prima di una sola stagione. Quando fu chiaro che invece la WHA avrebbe giocato, la NHL rispose aggiungendo i New York Islanders e gli Atlanta Flames per contrastare le franchigie WHA nei nuovi stadi a Long Island e ad Atlanta.
Nel novembre 1971 fu annunciata la partecipazione di 12 squadre. I giocatori sotto contratto però erano in gran parte provenienti dalle serie minori o dai college. La situazione cambiò quando i Winnipeg Jets ingaggiarono la star Bobby Hull, il che portò molti ottimi giocatori della NHL a seguire il suo esempio. L'11 ottobre 1972 viene inaugurato il campionato con la prima partita e a fine stagione il titolo va ai New England Whalers.
La lega e le sue squadre ebbero però ben presto grossi problemi finanziari, che continuarono per diverse stagioni. Ciò era dovuto principalmente a salari molto alti ed alla concorrenza della NHL, che si concretizzò soprattutto dal punto di vista degli impianti sportivi: spesso le squadre della NHL monopolizzarono i principali palazzetti delle città di appartenenza.
La WHA chiuse nel 1979, quando giunse ad un accordo con la NHL.

## Membri della Hockey Hall of Fame
Diversi giocatori e dirigenti che hanno militato nella WHA sono stati inseriti nella Hockey Hall of Fame grazie al loro contributo per lo sport.
- Andy Bathgate, Vancouver Blazers
- Gerry Cheevers, Cleveland Crusaders
- Mike Gartner, Cincinnati Stingers
- Michel Goulet, Birmingham Bulls
- Wayne Gretzky, Indianapolis Racers, Edmonton Oilers
- Gordie Howe, Houston Aeros, New England Whalers
- Mark Howe, Houston Aeros, New England Whalers
- Harry Howell, NY Golden Blades/New Jersey Knights, San Diego Mariners, Calgary Cowboys
- Bobby Hull, Winnipeg Jets
- Dave Keon, Minnesota Fighting Saints, Indianapolis Racers, New England Whalers

- Rod Langway, Birmingham Bulls
- Frank Mahovlich, Toronto Toros/Birmingham Bulls
- Mark Messier, Cincinnati Stingers, Indianapolis Racers
- Bernie Parent, Philadelphia Blazers
- Jacques Plante, Edmonton Oilers
- Bud Poile, Vicepresidente esecutivo WHA
- Marcel Pronovost, Allenatore Chicago Cougars
- Maurice Richard, Allenatore Quebec Nordiques
- Glen Sather, Edmonton Oilers
- Norm Ullman, Edmonton Oilers

## Albo d'oro
| Franchigia       | Titoli | Anni                            |
| ---------------- | ------ | ------------------------------- |
| Winnipeg Jets    | 3      | 1975-1976, 1977-1978, 1978-1979 |
| Houston Aeros    | 2      | 1973-1974, 1974-1975            |
| NE Whalers       | 2      | 1972-1973                       |
| Quebec Nordiques | 1      | 1976-1977                       |

## Trofei e premi
Elenco di trofei e premi individuali assegnati dalla World Hockey Association.
| Trofeo                  | Stagioni | Assegnato a                                                                  |
| ----------------------- | -------- | ---------------------------------------------------------------------------- |
| Avco World Trophy       | 1972-79  | Squadra vincitrice dei playoff                                               |
| Gordie Howe Trophy      | 1972-79  | MVP della stagione regolare Noto come "Gary L. Davidson Award" (1972-1975)   |
| Bill Hunter Trophy      | 1972-79  | Miglior marcatore al termine della stagione regolare                         |
| Lou Kaplan Trophy       | 1972-79  | Rookie dell'anno                                                             |
| Ben Hatskin Trophy      | 1972-79  | Miglior portiere                                                             |
| Dennis A. Murphy Trophy | 1972-79  | Miglior difensore                                                            |
| Paul Deneau Trophy      | 1972-79  | Giocatore più corretto                                                       |
| Howard Baldwin Trophy   | 1972-79  | Allenatore dell'anno Noto come "Robert Schmertz Memorial Trophy" (1974-1979) |
| WHA Playoff MVP         | 1974-79  | MVP dei Playoff                                                              |